# Алжир на летних Олимпийских играх 1964
Алжир принимал участие в Летних Олимпийских играх 1964 года в Токио (Япония) в первый раз за свою историю, но не завоевал ни одной медали. Страну на Играх представлял один гимнаст.

## Спортивная гимнастика
Спортсменов - 1
Мужчины
| Спортсмен      | Вид               | Опорный прыжок | Опорный прыжок | Вольные упражнения | Вольные упражнения | Конь      | Конь  | Кольца    | Кольца | Брусья    | Брусья | Перек- ладина | Перек- ладина | Многоборье | Многоборье |
| Спортсмен      | Вид               | Результат      | Место          | Результат          | Место              | Результат | Место | Результат | Место  | Результат | Место  | Результат     | Место         | Результат  | Место      |
| -------------- | ----------------- | -------------- | -------------- | ------------------ | ------------------ | --------- | ----- | --------- | ------ | --------- | ------ | ------------- | ------------- | ---------- | ---------- |
| Мохамед Лажари | Личное первенство | 18,65          | 77             | 17,40              | 98                 | 18,00     | 72    | 18,00     | 60     | 18,20     | 79     | 16,70         | 111           | 106,95     | 91         |